# 陸奧銀行
陸奧銀行（日语：／ Michinoku-ginkō）是位在日本青森縣青森市的地方銀行。

## 概要
1976年，青和銀行與弘前互相銀行合併，組成陸奧銀行，是日本首例地方銀行與互相銀行合併組成新銀行的案例，也是日本第一個在名稱中使用平假名的銀行。
企業口號是「家庭的銀行，陸奧銀行」
在青森縣中是僅次於青森銀行的第二大金融機構，資本雄厚，在青森縣外亦設有相當多的分行。

## 外部連結
- 陸奧銀行 （页面存档备份，存于）